# Distrikt Hermel
Der Distrikt Hermel (arabisch قضاء الهرمل, DMG Qaḍāʾ al-Harmal) ist ein Bezirk im Gouvernement Baalbek-Hermel im Libanon. Die Bevölkerung wird auf rund 48.000 Einwohner geschätzt, wobei die semi-aride Landschaft zu einer geringen Bevölkerungsdichte beiträgt. Er grenzt im Westen an den Distrikt Akkar und den Distrikt Miniyeh-Danniyeh, im Süden und Osten an den Distrikt Baalbek und im Norden an Syrien.
Hermel erstreckt sich vom höchsten Gipfel im Libanon, Qurnat as-Sauda', auf einer Höhe von 3080 Metern.
Es grenzt im Westen an die Bezirke Akkar und Dannieh, im Süden und Osten an den Bezirk Baalbek und im Norden an die Grenze zu Syrien.
Die Hauptstadt des Distrikts Hermel ist Hermel.
Am 3. Januar 2021 wurden bei einer Explosion in einem Kraftstofflager in der Stadt Al-Qasr 10 Personen verletzt.